# Dánská lidová strana (1941–43)
Dánská lidová strana byla dánská politická strana, která vznikla během německé okupace za druhé světové války. Založena byla 1. března 1941 bývalými členy nacistické Dánské národně socialistické dělnické strany a také členy Retsforbundetu, Konzervativní lidové strany i sociální demokracie. Strana podporovala korporativní stát a antikomunismus.
Prvním lídrem strany byl Victor Pürschel, bývalý konzervativní poslanec. Rychle byl nahrazen Wilfredem Petersenem, který ovlivnil stranu svými sympatiemi k nacismu a antisemitismu. Kvůli těmto krokům Victor Pürschel a další důležití členové strany, stranu během roku 1943 opustili. Dánská lidová strana vešla v zapomnění a většina jejich členů byla po válce souzena z vlastizrádného chování. 
V roce 1995 vznikla pod stejným názvem Dánská lidová strana, která prohlásila, že o této straně nevěděla a odmítla ideologii neonacismu. 